# Ranunculus sessiliflorus
Ranunculus sessiliflorus är en ranunkelväxtart som beskrevs av Robert Brown och Dc.. Ranunculus sessiliflorus ingår i släktet ranunkler, och familjen ranunkelväxter. Utöver nominatformen finns också underarten R. s. pilulifer.